# Taborbeweging
De Taborbeweging, afgeleid van het Tsjechische woord tabor (kamp), was een uit Tsjechië overgewaaide beweging voor politieke autonomie, die in Slovenië resp. de toenmalige door Slovenen bewoonde kroonlanden, in 1868 begon in de Oost-Sloveense plaats Ljutomer. Tussen 1868 en 1871 zou de beweging in alle door Slovenen bewoonde kroonlanden manifestaties organiseren, waarmee de eis naar politieke autonomie en vorming van een trialistisch bestel binnen de Oostenrijks-Hongaarse monarchie kracht moest worden bijgezet. 
De eerste Tabor (Ljutomer, 1868) werd bezocht door 9000 Slovenen en Kroaten. Het aantal deelnemers was steeds groot. De grootste manifestatie vond plaats in Vižmarje bij Ljubljana, waaraan 30.000 Slovenen deelnamen. In totaal zijn er tussen 1868 en 1871 zeventien tabors gehouden, waaronder in Šempas, Tolmin, Goriška brda, Žalec en Sevnica. Exponenten van de beweging waren de Sloveense schrijver Ivan Cankar en de Kroatische bisschop Josip Strossmayer. 
Doelstelling van de beweging was om voor de Slovenen, Kroaten en Serven in de monarchie eenzelfde status te bemachtigen als de Hongaren en Duitstaligen reeds hadden. Het is daarom geen toeval dat de beweging juist na de invoering van het Oostenrijks-Hongaarse dualisme begon. De Taborbeweging maakte deel uit van een bredere panslavistisch georiënteerde beweging in Centraal-Europa, die uitging van het zelfbeschikkingsrecht. Na de val van de regering-Taafe nam de pressie op de Slaven in het Oostenrijkse rijksdeel toe; in dat kader kwam het ook tot een verbod op de massademonstraties van de Taborbeweging.